# Stock Jr
Stock Jr foi uma categoria automobilística da Stock Car Brasil.

## História
A Stock Jr iniciou-se em 2006 no dia 4 de abril. Ela nasceu devido o sucesso da Stock Car e logo no primeiro ano foram 11 etapas, com duas provas por etapa totalizando 22 provas. As primeiras carenagens eram quadradas e foram apelidadas de "calhambequinho". Na temporada seguinte, utilizaram outra mais atraente e de aspecto mais agressivo e dotada de asa traseira. Os bólidos eram fabricados pela JL Racing, utilizavam motor Yamaha de 130 cavalos, câmbio sequencial de cinco velocidades e pneus BF Goodrich.
A categoria dividia-se entre as classes Pro destinada a pilotos de até 30 anos e a Master para pilotos com mais de 30 anos, sendo os treinos e a corrida realizados nos mesmos dias do calendário da categoria principal.

### Fim em 2010
Após quatro anos de existência, sem conseguir atrair interesse de nenhuma marca automobilística, nem transmissão televisiva, a categoria teve seu fim anunciado. A categoria criada e conduzida até o término da temporada 2009 pela família Giaffone, não existe mais. A última corrida ocorreu no dia 6 de dezembro, no circuito de Interlagos em São Paulo.
Todo o equipamento – incluindo bólidos, motores e peças de reposição – foi adquirido pelo piloto e empresário Dito Giannetti (proprietário do Esporte Clube Piracicabano de Automobilismo), criando em 2010, o Campeonato Paulista de Stock Jr.

## Campeões
| Ano  | Campeões        | Campeões          |
| Ano  | Classe Pro      | Classe Master     |
| ---- | --------------- | ----------------- |
| 2006 | Felipe Polehtto | Linneu Linardi    |
| 2007 | Thiago Riberi   | Jason Oliveira    |
| 2008 | Lucas Finger    | Patrick Gonçalves |
| 2009 | Fabio Fogaça    | João Marcelo      |